# 이규빈
이규빈(1993년 ~ )는 대한민국의 국무조정실 사무관이다.

## 학력
- 민족사관고등학교 졸업
- 서울대학교 자유전공학부 졸업

## 경력
- 5급 재경직 행정고시 합격
- 2020년 1월 국무총리실 경제조정실 사무관
- 해군본부 공보과 대위 (OCS 131기)

## 출연
- 2021년 《프렌즈》
- 2018년 《하트시그널 2》
- 2020년 《아무튼 출근》